# Banque de la République populaire démocratique lao
La Banque de la République populaire démocratique lao (en lao : ທະນາຄານ ແຫ່ງ ສ. ປ. ປ. ລາວ) est la banque centrale de la république populaire démocratique lao.

## Histoire
La Banque du Laos a été créée le 7 octobre 1968 et opère depuis lors à Vientiane, la capitale du pays. Elle a succédé à la Banque nationale du Laos, qui avait elle-même pris le relais début 1955 de l'Institut d'émission des États du Cambodge, du Laos et du Vietnam, sous contrôle français.
Le 16 décembre 1979, l’ancien kip « Libération » du Pathet Lao a été remplacé par le nouveau kip laotien à un taux de 100 pour 1.
Le gouverneur de la Banque du Laos a annoncé le 25 janvier 2012 que la Banque du Laos émettrait régulièrement des billets de 100 000 kips le 1er février 2012 (mais datés de 2011) pour encourager les Laotiens à utiliser la monnaie nationale au lieu du dollar américain et du baht thaïlandais,.

## Gouverneurs de la banque
| Rang | Nom                      | Mandat        |
| ---- | ------------------------ | ------------- |
| 1er  | Thongchanh Uparavanh     | (1975 – 1977) |
| 2e   | Nouphanh Sithphasai      | (1977 – 1980) |
| 3e   | Soth Phetrasy            | (1980 – 1983) |
| 4e   | Bousabong Souvannavong   | (1983 – 1987) |
| 5e   | Nouphanh Sithphasai      | (1987 – 1988) |
| 6e   | Pany Yathotou            | (1988 – 1992) |
| 7e   | Bousabong Souvannavong   | (1993 – 1994) |
| 8e   | Pany Yathotou            | (1995 – 1997) |
| 9e   | Cheuang Sombounkhanh     | (1997 – 1999) |
| 10e  | Soukanh Mahalath         | (1999 – 2001) |
| 11e  | Phoupheth Khamphounevong | (2001 – 2002) |
| 12e  | Chansy Phosikham         | (2002 – 2003) |
| 13e  | Phoumy Thipphavone       | (2003 – 2005) |
| 14e  | Phoupheth Khamphounevong | (2006 – 2009) |
| 15e  | Somphao Phaysith         | (2009 – 2018) |
| 16e  | Xonexay Sithphaxay       | (2018 – )     |